# Joachim Björklund
Pour les articles homonymes, voir Björklund.
Joachim Björklund est un  ancien footballeur suédois né le 15 mars 1971 à Växjö.

## Palmarès
IFK Göteborg
- Champion de Suède (3) : 1993, 1994, 1995

 Rangers FC
- Champion d'Écosse (1) : 1997
- Vainqueur de la Coupe de la Ligue d'Écosse (2) : 1997, 1998

 Valence CF
- Vainqueur de la Coupe d'Espagne (1) : 1999
- Vainqueur de la Supercoupe d'Espagne (1) : 1999
- Finaliste de la Ligue des Champions : 2000 et 2001